# Pats
Pats är en svensk musikgrupp från Göteborg som bildades i slutet av 2007 av sångaren och låtskrivaren Patrick Jensen, tidigare frontfigur i indiebandet Hospitalle.
Debutalbumet Nevadaflickan spelades in i Kungsten Studios under sommaren 2008 av André Vikingsson.
Första singeln Kyss mig igen släpptes i april 2008 och andra, Allt som fanns i januari 2009.
Nevadaflickan släpptes mars 2009.

## Diskografi
- Kyss mig igen (singel) 2008

- Allt som fanns (singel) 2009

- Nevadaflickan (album) 2009

- Sanningen och ångesten (singel) 2009